# Mai Yamaguchi
Mai Yamaguchi (山口 舞?, Yamaguchi Mai; Shima, 3 luglio 1983) è una pallavolista giapponese.
Gioca nel ruolo di schiacciatrice nelle Okayama Seagulls.

## Carriera
La carriera di Mai Yamaguchi inizia nei tornei scolastici giapponesi. Debutta a livello professionistico con le Okayama Seagulls in V.Premier League nella stagione 2002-2003, iniziando una lunga militanza nel club, dove ricopre diversi ruoli, dalla schiacciatrice, alla centrale o all'opposto. Nel 2009 debutta in nazionale durante il Montreux Volley Masters ed un anno dopo si classifica al terzo posto al campionato mondiale. Nel 2011 è finalista al campionato asiatico e oceaniano, mentre nel 2012 vince la medaglia di bronzo ai Giochi della XXX Olimpiade e nel 2014 quella d'argento al World Grand Prix.

## Palmarès

### Nazionale (competizioni minori)
- Piemonte Woman Cup 2010
- Montreux Volley Masters 2015

### Premi individuali
- 2012 - V.Premier League giapponese: Sestetto ideale
- 2014 - V.Premier League giapponese: Sestetto ideale